# Општина Викторија (Јаши)
Викторија (рум. Victoria) општина је у Румунији у округу Јаши.
Oпштина се налази на надморској висини од 38 m.